# 帕蒂库尔
帕蒂库尔（英語：Patikul，陶苏格语：Kawman sin Patikul）是菲律宾蘇祿省的一个三级自治市。根据2015年人口普查，它有人口62,287人。 帕蒂库尔曾經是阿布沙耶夫的據點。